# Формула тангенса половинного угла
Формула тангенса половинного угла — тригонометрическая формула, связывающая тангенс половинного угла с тригонометрическими функциями полного угла:
{\displaystyle \operatorname {tg} {\frac {\theta }{2}}={\frac {\sin \theta }{1+\cos \theta }}={\frac {1-\cos \theta }{\sin \theta }}=(-1)^{k}{\sqrt {1-\cos \theta  \over 1+\cos \theta }},}
где {\displaystyle k\in \mathbb {Z} } и определяется из условия {\displaystyle k\pi \leq \theta \leq (k+1)\pi }.
С этой формулой связаны также следующие соотношения:
{\displaystyle {\begin{aligned}\operatorname {tg} {\frac {\alpha +\beta }{2}}\ &={\frac {\sin \alpha +\sin \beta }{\cos \alpha +\cos \beta }},\\[10pt]\operatorname {tg} \left({\frac {\theta }{2}}+{\frac {\pi }{4}}\right)&=\sec \theta +\operatorname {tg} \theta ={\frac {1+\operatorname {tg} (\theta /2)}{1-\operatorname {tg} (\theta /2)}}=(-1)^{k}{\sqrt {\frac {1+\sin \theta }{1-\sin \theta }}},\\[10pt]\mathrm {ctg} \left({\frac {\theta }{2}}+{\frac {\pi }{4}}\right)&=\sec \theta -\operatorname {tg} \theta ={\frac {1-\operatorname {tg} (\theta /2)}{1+\operatorname {tg} (\theta /2)}}=(-1)^{k}{\sqrt {\frac {1-\sin \theta }{1+\sin \theta }}}.\end{aligned}}}
В последних двух выражениях {\displaystyle k\in \mathbb {Z} } и определяется из условия {\displaystyle \left(k-{\frac {1}{2}}\right)\pi \leq \theta \leq \left(k+{\frac {1}{2}}\right)\pi }.
При {\displaystyle \theta \in \left(-{\frac {\pi }{2}},{\frac {\pi }{2}}\right)} имеем: {\displaystyle \operatorname {tg} {\frac {\theta }{2}}={\frac {\operatorname {tg} \theta }{1+{\sqrt {1+\operatorname {tg} ^{2}\theta }}}}.}

## Геометрическое доказательство

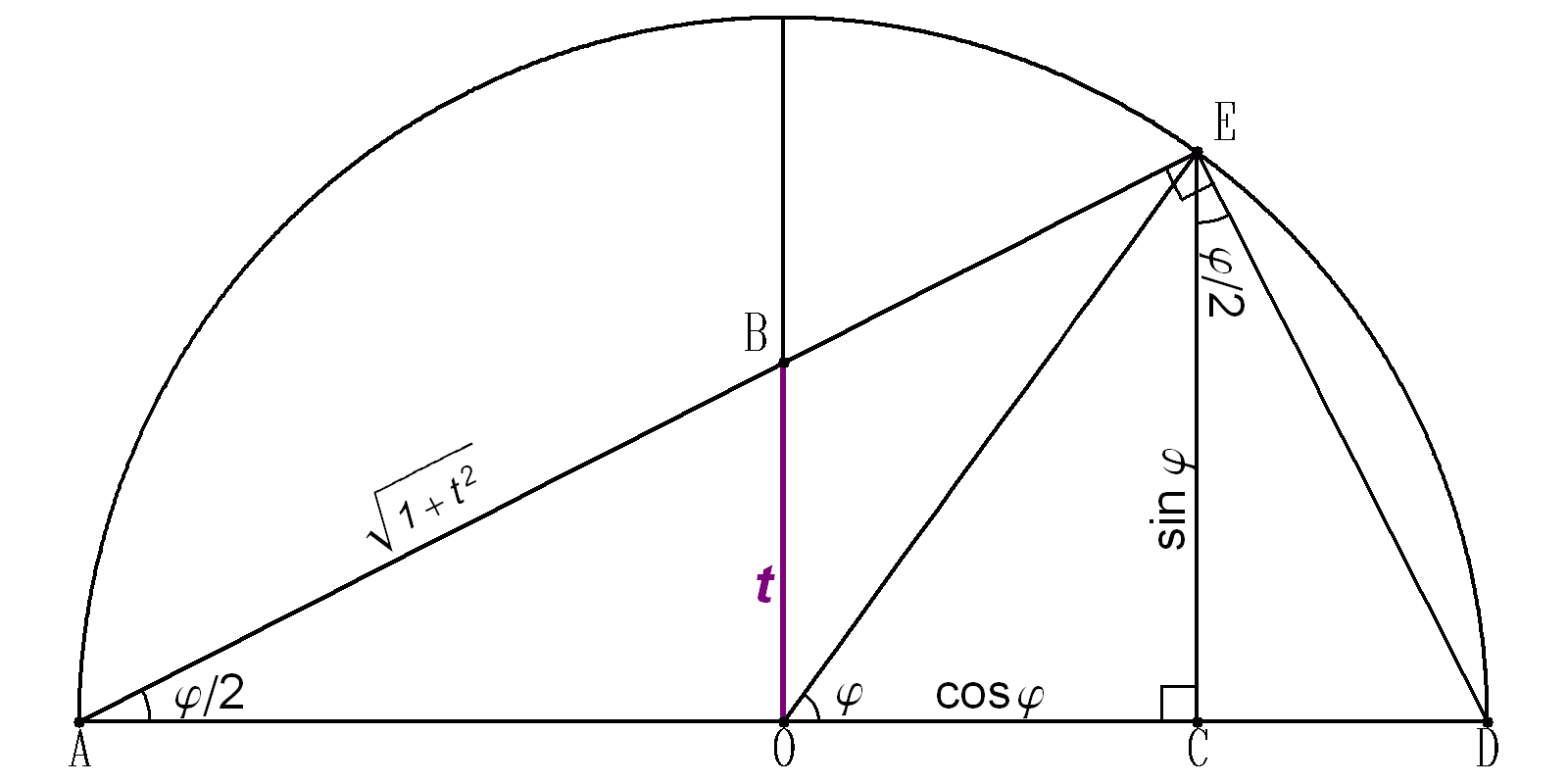
Геометрическое доказательство формулы тангенса половинного угла

## Универсальная тригонометрическая подстановка
В различных приложениях полезно записывать тригонометрические функции (такие как синус и косинус) через рациональные функции новой переменной t, равной тангенсу половинного угла. Эти тождества полезны при вычислении первообразных.
Существование формулы тангенса половинного угла основано на том факте, что окружность является алгебраической кривой порядка 2. Поэтому можно ожидать, что 'круговые функции' могут быть сведены к рациональным функциям.
Геометрические построения выглядят следующим образом: на тригонометрическом круге для любой точки, имеющей координаты (cos φ, sin φ), проведём прямую, проходящую через круг и точку с координатами (−1,0). Эта прямая пересекает ось ординат (ось y) в некоторой точке с координатой y = t. Путём простых геометрических построений можно показать, что t = tg(φ/2). Уравнение проведённой прямой таково y = (1 + x)t. Уравнение для определения точек пересечения указанной прямой и окружности представляет собой квадратное уравнение относительно t. Два решения этого уравнения — это (−1, 0) и (cos φ, sin φ). Это позволяет нам записать (cos φ, sin φ) как рациональные функции от t (решения даны ниже).
Заметим также, что параметр t стереографическую проекцию точки (cos φ, sin φ) на ось y с центром проекции, расположенным в точке (−1,0). Поэтому формула тангенса половинного угла даёт нам переход от стереографической координаты t к тригонометрическому кругу и стандартной угловой координате φ.
Имеем
| {\displaystyle \cos \varphi ={\frac {1-t^{2}}{1+t^{2}}},}          |  | {\displaystyle \sin \varphi ={\frac {2t}{1+t^{2}}},}                |
| {\displaystyle \operatorname {tg} \varphi ={\frac {2t}{1-t^{2}}},} |  | {\displaystyle \operatorname {ctg} \varphi ={\frac {1-t^{2}}{2t}},} |
| {\displaystyle \sec \varphi ={\frac {1+t^{2}}{1-t^{2}}},}          |  | {\displaystyle \csc \varphi ={\frac {1+t^{2}}{2t}},}                |

и
| {\displaystyle e^{i\varphi }={\frac {1+it}{1-it}},} |  | {\displaystyle e^{-i\varphi }={\frac {1-it}{1+it}}.} |

Из этих формул можно выразить арктангенс через натуральный логарифм
{\displaystyle \operatorname {arctg} (t)={\frac {1}{2i}}\ln {\frac {1+it}{1-it}}.}
При нахождении первообразных от функций, содержащих sin(φ) и cos(φ), подстановка Вейерштрасса выглядит следующим образом.
Принимая
{\displaystyle t=\operatorname {tg} {\tfrac {1}{2}}\varphi .}
получаем
{\displaystyle \varphi =2\operatorname {arctg} (t),}
и следовательно
{\displaystyle d\varphi ={{2\,dt} \over {1+t^{2}}}.}

## Гиперболические тождества
Можно получить полностью аналогичные выводы для гиперболических функций. Точка на гиперболе (на её правой ветви) определяется координатами (ch θ, sh θ). Проецируя её на ось y из центра (−1, 0), получаем следующее:
{\displaystyle t=\operatorname {th} {\frac {1}{2}}\theta ={\frac {\operatorname {sh} \theta }{\operatorname {ch} \theta +1}}={\frac {\operatorname {ch} \theta -1}{\operatorname {sh} \theta }}}
и тогда тождества для гиперболических функций таковы
| {\displaystyle \operatorname {ch} \theta ={\frac {1+t^{2}}{1-t^{2}}},} |  | {\displaystyle \operatorname {sh} \theta ={\frac {2t}{1-t^{2}}},}  |
| {\displaystyle \operatorname {th} \theta ={\frac {2t}{1+t^{2}}},}      |  | {\displaystyle \operatorname {cth} \theta ={\frac {1+t^{2}}{2t}},} |
| {\displaystyle \mathrm {sech} \,\theta ={\frac {1-t^{2}}{1+t^{2}}},}   |  | {\displaystyle \mathrm {csch} \,\theta ={\frac {1-t^{2}}{2t}},}    |

и
| {\displaystyle e^{\theta }={\frac {1+t}{1-t}},} |  | {\displaystyle e^{-\theta }={\frac {1-t}{1+t}}.} |

Использование этих подстановок для нахождения первообразных было представлено Карлом Вейерштрассом.
Выражение θ через t приводит к следующим соотношениям между гиперболическим арктангенсом и натуральным логарифмом:
{\displaystyle \operatorname {arth} (t)={\frac {1}{2}}\ln {\frac {1+t}{1-t}}.}